# Despenalización del trabajo sexual

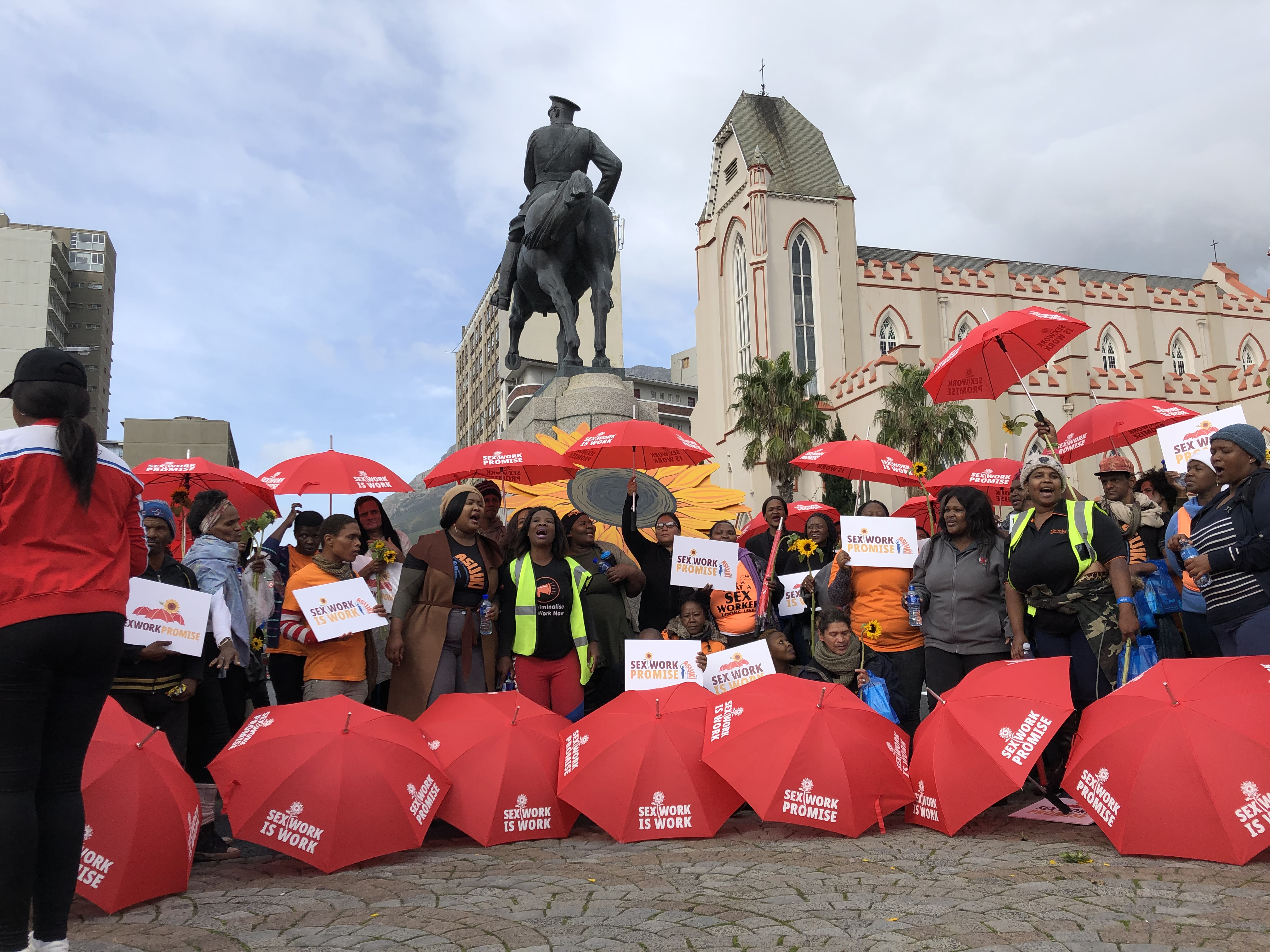
La fotografía muestra a personas reclamando la despenalización total del trabajo sexual en Sudáfrica. Fue tomada durante una manifestación organizada por la Coalición Asijiki, donde la coalición agradeció al presidente sudafricano Cyril Ramaphosa sus compromisos previos para despenalizar el trabajo sexual.

La despenalización del trabajo sexual es la eliminación de las sanciones penales para el ejercicio del trabajo sexual (especialmente de la prostitución). El trabajo sexual, la prestación consensuada de servicios sexuales por dinero o bienes, está tipificado como delito en la mayoría de los países, y las prostitutas son las primeras víctimas, ya que son ellas las que son detenidas por la policía y no sus clientes. Uno de los problemas es la represión policial que padecen las prostitutas y la desaparición de mujeres secuestradas por redes de trata con fines de explotación sexual.
La despenalización o descriminalización es distinta de la regulación, a pesar de que, al igual que esta última, otorga la posibilidad de que las y los trabajadores sexuales obtengan derechos laborales, al igual que en cualquier otro sector laboral.
La despenalización tiene dos vertientes:
- La legalización de la prostitución, que supone la legitimación de la industria del sexo, la prostitución considerada como un trabajo y las mujeres en situación de prostitución  consideradas como trabajadoras sexuales. Esta es la posición del reglamentarismo y del regulacionismo.
- La despenalización solamente de las mujeres en situación de prostitución, en modelos jurídicos que consideran la prostitución un acto de violencia,  porque ninguna mujer debería ser penalizada por su propia explotación, pero sin despenalizar el proxenetismo, los burdeles y el tráfico de personas con fines de explotación sexual.[6] Esta es la posición del abolicionismo de la prostitución. Para el abolicionismo no puede pensarse a la prostitución como trabajo sexual.

Las víctimas de la trata, cuando son detenidas, son criminalizadas o deportadas.  La despenalización protegería a las víctimas de prostitución forzada y a las no forzadas. 
La descriminalización del trabajo sexual es un tema controvertido, sobre todo en relación si despenalizar solo a las prostitutas o también a los empresarios de la industria del sexo. Los defensores de la despenalización argumentan que eliminar las sanciones penales que rodean el trabajo sexual crea un entorno más seguro para las trabajadoras sexuales. Los opositores a legalización y regulación argumentan que aumentará la trata porque beneficia a proxenetas y traficantes al convertirlos en empresarios.
Organizaciones como ONUSIDA, Amnistía Internacional, Human Rights Watch, UNFPA y la revista médica The Lancet han pedido a los estados que despenalicen la prostitución en un esfuerzo global para abordar la pandemia de VIH/sida y garantizar el acceso de las trabajadoras sexuales a los servicios de salud.
La Resolución del Parlamento Europeo del 5 de abril de 2011, sobre prioridades y esbozo de un nuevo marco político para luchar contra la violencia contra las mujeres,  sostiene que, dado que la violencia de género, predominantemente de varones contra mujeres, es un problema estructural y generalizado en toda Europa y, considerando que la violencia contra las mujeres abarca una amplia gama de violaciones de derechos humanos, que incluyen la prostitución y la trata de mujeres y niñas, el  Parlamento Europeo reconoce el grave problema de la prostitución en la Unión Europea y solicita que se realicen más estudios sobre la prostitución ya que llama la atención el preocupante aumento de la trata de personas en Europa, e insta a miembros a tomar medidas combatir esa práctica.
La Coalición Internacional contra el Tráfico de Mujeres (CATW) aprueba la despenalización de las mujeres en situación de prostitución, porque considera que ninguna mujer debería ser penalizada por su propia explotación, pero se opone a la despenalización del proxenetismo y de los burdeles.
En junio de 2003, Nueva Zelanda se convirtió en el primer país en despenalizar el trabajo sexual, con la aprobación de la Ley de Reforma de la Prostitución. La única ley penal restante que rodea las actividades sexuales comerciales en Nueva Zelanda es un requisito para adoptar prácticas sexuales seguras.
En Argentina, un país abolicionista, la prostitución a título personal de un adulto/a no es delito pero se penaliza el establecimiento de locales donde incite la prostitución y a quienes los regentean y lucren con eso.

## Efectos de la Penalización

### Salud
Según la Organización Mundial de la Salud (OMS), las trabajadoras sexuales se consideran una de las poblaciones clave en riesgo de infección por VIH, y las trabajadoras sexuales que se inyectan drogas tienen un riesgo aún mayor debido al sexo sin protección, el intercambio de jeringas, la dependencia del alcohol o las drogas y la violencia. El estigma, la pobreza y la exclusión de los servicios sociales han aumentado su vulnerabilidad a la infección por VIH. Los riesgos para la salud y de transmisión del VIH, así como otras infecciones de transmisión sexual (ITS) aumentan en lugares donde el uso y el acceso a condones es limitado, o usado como evidencia para identificar y criminalizar a trabajadoras sexuales. Muchas personas que ejercen el trabajo sexual son monitoreadas por dueños de burdeles, clientes o miembros de las fuerzas y cuerpos de seguridad del Estado, los cuales a menudo dictan el uso del condón. En Camboya, una encuesta mostró que el 30% de las trabajadoras sexuales que se negaron a ponerse condones fueron coaccionadas sexualmente. El temor a la aplicación de la ley y al encarcelamiento también desalienta la posesión de condones, ya que proporcionan pruebas para que los oficiales procesen y arresten. Las evidencias sugieren que el riesgo por contagio de VIH se puede reducir drásticamente cuando las trabajadoras sexuales pueden negociar relaciones sexuales más seguras. La despenalización del trabajo sexual disminuye el riesgo de infección por VIH al romper el estigma y aumentar el acceso a los servicios de salud, reduciendo el riesgo de contagio de VIH/SIDA e ITS.

### Violencia
Según un estudio de 2021, la apertura de establecimientos de entretenimiento para adultos en la ciudad de Nueva York se asoció con una disminución del 13% en los delitos sexuales una semana después de la apertura. La evidencia sugiere que los potenciales delincuentes sexuales frecuentan tales establecimientos en lugar de cometer delitos sexuales.

### Discriminación y estigma
Las trabajadoras sexuales experimentan un estigma y una discriminación importantes como resultado de la criminalización. Pese a que consideran que el trabajo sexual es una actividad legítima generadora de ingresos, las trabajadoras sexuales son vistas como inmorales, merecedoras de castigo y, por lo tanto, excluidas de la atención médica, educación y vivienda. Las leyes de criminalización excluyen a las personas que ejercen el trabajo sexual de los sistemas de salud que brindan acceso a atención preventiva, como condones y pruebas regulares de VIH o ITS.

### Negación de derechos humanos
A las trabajadoras sexuales, como población que sufre desproporcionadamente de VIH/SIDA, a menudo se les niegan muchos derechos humanos, como el derecho a no ser discriminado, la igualdad ante la ley, el derecho a la vida y el derecho al más alto nivel posible de atención sanitaria. Un estudio realizado en más de 11 países por la Red de Defensa de los Derechos de las Trabajadoras Sexuales (SWAN) concluyó que más de 200 trabajadoras sexuales han sufrido violencia y discriminación. Estos actos de violencia hacia las trabajadoras sexuales a menudo incluyen abuso, violación, secuestros y violencia sexual. Las trabajadoras sexuales también se enfrentan a extorsiones, arrestos y detenciones ilegales, que afectan profundamente a su bienestar mental, físico y social. Es difícil para las trabajadoras sexuales buscar justicia penal cuando saben que muchos policías las tratan con violencia o abusan sexualmente de ellas. En Macedonia del Norte, la violencia policial hacia las trabajadoras sexuales es particularmente alta: el 82.4 por ciento de las trabajadoras sexuales fueron agredidas por la policía en 2007. Las leyes de criminalización como las prohibiciones de compra, solicitud y de organización general del trabajo sexual perpetúan un ambiente inseguro para las y los trabajadores sexuales, proporcionan impunidad a los agresores y evitan que las trabajadoras sexuales denuncien el delito a la policía.

### Pobreza
En países donde el trabajo sexual es un delito, los procedimientos legales y la persecución por parte del sistema judicial llegan a causar grandes dificultades económicas para las trabajadoras sexuales. Los arrestos frecuentes y las multas legales pueden acumularse con el tiempo, y como gran número de trabajadoras sexuales provienen de entornos empobrecidos, el impacto puede ser devastador. Tener un delito relacionado con el trabajo sexual en su historial puede complicar o impedir por completo que las trabajadoras sexuales adquieran una vivienda.  

## Poblaciones específicas

### Trabajadores sexuales masculinos
A lo largo de las últimas décadas, la demanda de trabajo sexual masculino ha aumentado drásticamente a medida que las opiniones de las personas sobre la homosexualidad y la prostitución han comenzado a cambiar y a considerar ambos temas de manera más favorable.
De manera similar al trabajo sexual femenino, existe una larga historia de discriminación contra el trabajo sexual masculino, pero por diferentes razones. Gran parte del posicionamiento en contra de los trabajadores sexuales masculinos proviene de su asociación con la homosexualidad, que durante gran parte de la historia no fue socialmente aceptada.
Las ITS (infecciones de transmisión sexual) y el VIH son problemas importantes en el campo del trabajo sexual masculino, y algunos estudios han encontrado que hasta el 50% de estos trabajadores llegan a dar positivo en la prueba del VIH, muchos de ellos sin ser conscientes. Este porcentaje podría reducirse si se despenalizara el trabajo sexual, ya que les permitiría realizar su trabajo en entornos más profesionales que disminuyeran en gran medida el riesgo de sufrir violencia o contraer ITS y VIH.

### Trabajadoras sexuales transgénero
Las trabajadoras sexuales transgénero experimentan una cantidad desproporcionada de discriminación y violencia, y muchos grupos de activistas abogan por la despenalización del trabajo sexual porque beneficiaría enormemente a las personas transgénero de la industria.
Un estudio exploró las razones que llevaron a trabajadoras sexuales transgénero a involucrarse en la industria del sexo. Los resultados reflejaron la preocupación de no ser contratadas en otros puestos de trabajo debido a su identidad de género. Es por esto que buscaron trabajo en el ámbito sexual, ya que pensaban que era su única opción. Sin embargo, muchas trabajadoras sexuales transgénero expresan satisfacción con su ocupación, pues sus clientes las tratan como "mujeres reales" y relatan experimentar menos discriminación de género que en su vida cotidiana.

## Ejemplos de despenalización

### Bélgica

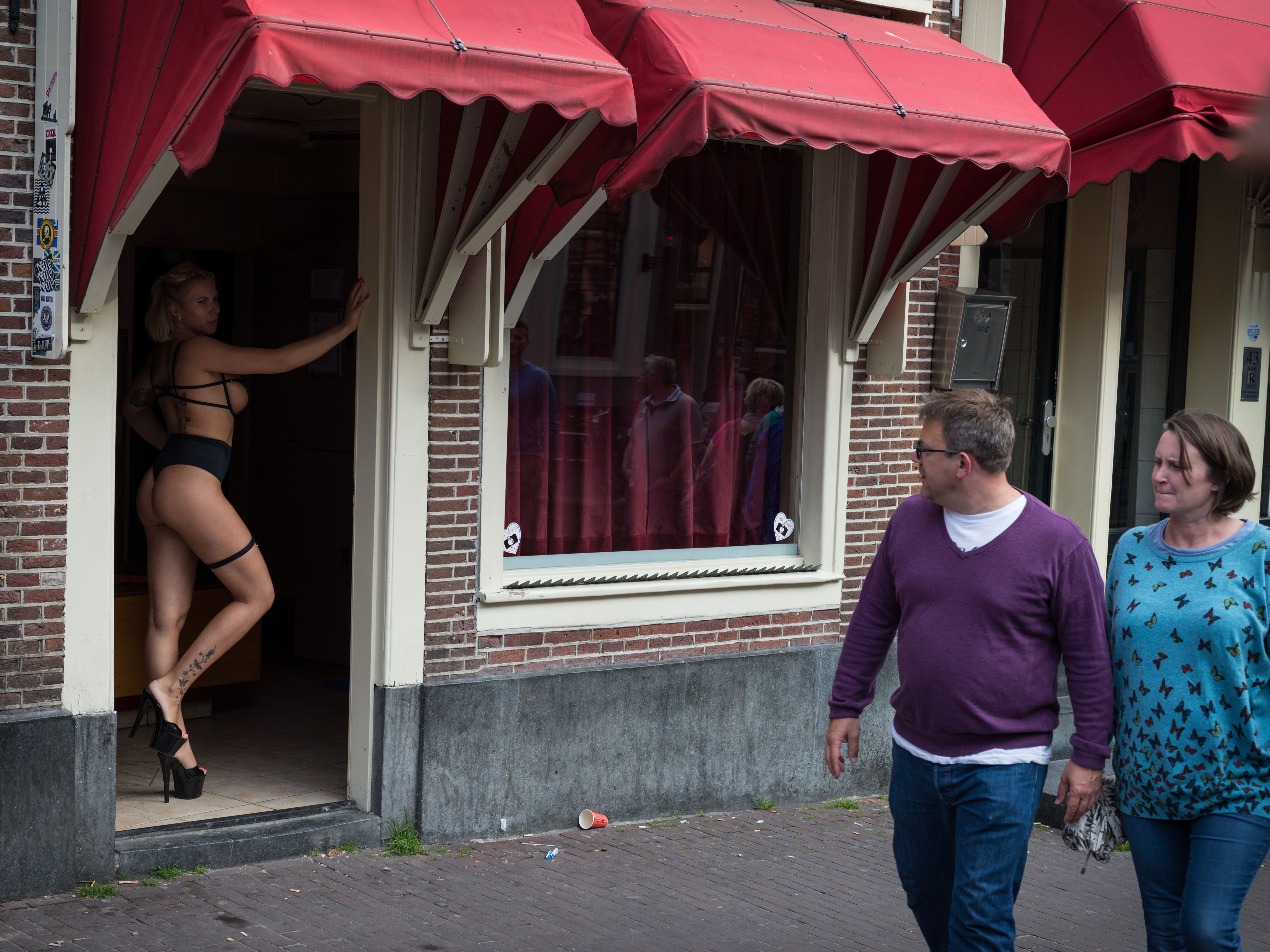
Barrio Rojo de Amsterdam. La prostitución está completamente regulada en los Países Bajos, de forma que cada prostituta está obligada por ley a tener contratada una seguridad social privada (como cualquier trabajador neerlandés), a pagar tributos al estado, hacer declaraciones de hacienda y todos los procesos legales a los que un trabajador o empresa han de llevar a cabo para mantener su estatus de legalidad. También pasan revisiones médicas de forma anual.

En marzo de 2022, Bélgica se convirtió en el primer país europeo en despenalizar el trabajo sexual. Según su nueva ley, el trabajo sexual solo sería legalmente permitido para trabajadores sexuales autónomos. El anuncio de los servicios sexuales propios solo se permite a través de ciertos tipos previstos de medios de comunicación.

### Sudáfrica
En noviembre de 2022, el Gabinete de Sudáfrica aprobó un proyecto de ley para despenalizar el trabajo sexual. Dicho proyecto de ley aún no ha sido promulgado. Una vez que sea publicado en la gaceta gubernamental, estará abierto al público para enmiendas.

### Australia
Nueva Gales del Sur, estado australiano que incluye la ciudad de Sídney, despenalizó el trabajo sexual en 1995 después de que la Comisión Real Wood mostrara que la policía no era una herramienta reguladora adecuada de la industria del sexo, ya que la criminalización conducía a la corrupción policial y a grandes riesgos para la salud de las trabajadoras sexuales y la comunidad, así como a desórdenes públicos.

### Nueva Zelanda
Nueva Zelanda se convirtió en el primer país en despenalizar la prostitución en junio de 2003 con la aprobación de la Ley de Reforma de la Prostitución de 2003. El propósito de esta ley era "despenalizar la prostitución (sin respaldarla ni reprobarla moralmente); crear un marco para salvaguardar los derechos humanos de las trabajadoras sexuales y protegerlas de la explotación; promover el bienestar y la seguridad ocupacional de las trabajadoras sexuales; contribuir a la salud pública; y prohibir la prostitución de personas menores de 18 años".

### Estados Unidos

#### Condado de Washtenaw, Míchigan
El 14 de enero de 2021, el Fiscal Eli Savit de la Oficina del Fiscal del Condado de Washtenaw, Míchigan, anunció que su oficina ya no procesaría el trabajo sexual consensuado. El cambio se aplica tanto a las trabajadoras sexuales como a aquellos que buscan consumir servicios sexuales. En su directiva de política pública, la oficina declaró la justificación que respalda tal cambio. Afirmaron que las políticas prohibicionistas generalmente resultan en explotación y señalaron que la criminalización a menudo hace que las trabajadoras sexuales operen en entornos más peligrosos donde es más probable que sean víctimas de agresiones. Finalmente, señalaron que trabajar en la industria del sexo a menudo no es su única opción laboral, y los cargos criminales que enfrentan dificultan la continuidad de su trabajo en otras industrias.

#### Montpelier, Vermont
El 22 de junio de 2022, el consejo municipal de Montpelier, Vermont, abogó por la despenalización del trabajo sexual y la derogación de una ordenanza local que prohibía la prostitución.